# Proteste in Kenosha

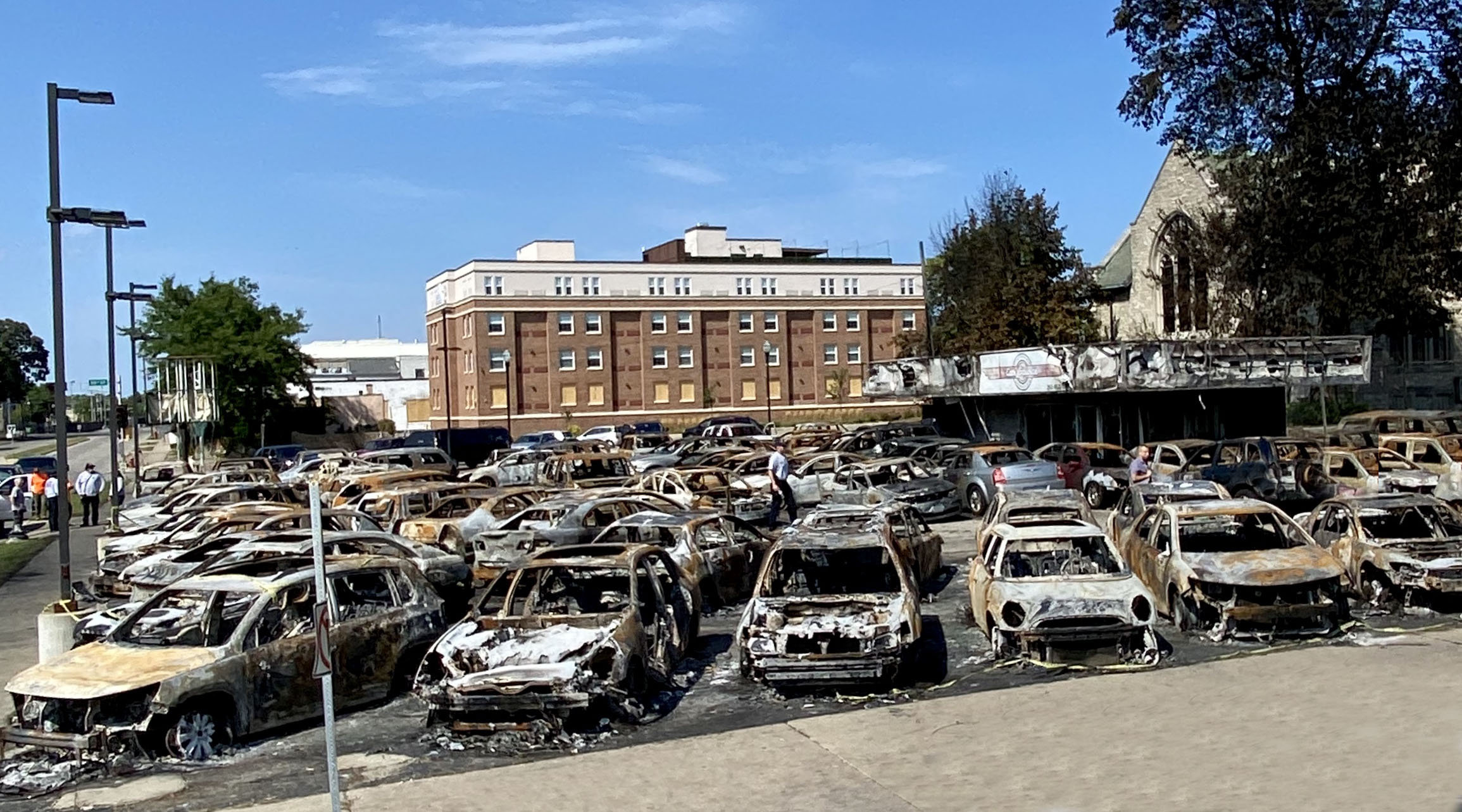
Dieses Autohaus in Kenosha wurde bei den Protesten am 24. August 2020 in Brand gesteckt.

Die Proteste in Kenosha, einer Stadt zwischen Milwaukee und Chicago im US-Bundesstaat Wisconsin, fanden statt, nachdem ein Polizist dem Afroamerikaner Jacob Blake am 23. August 2020 bei einem Polizeieinsatz mehrfach in den Rücken geschossen und ihn dabei schwer verletzt hatte. Unmittelbar nach dem Vorfall wurde in Kenosha und weiteren Städten der Region eine Ausgangssperre verhängt, und am 25. August wurde in Wisconsin der Ausnahmezustand verkündet.
Diese Proteste standen in Zusammenhang mit den US-Präsidentschaftswahlen am 3. November 2020 sowie mit den teils gewalttätigen Protesten nach dem Todesfall George Floyd vom 25. Mai 2020.
Im Verlauf der Proteste erschoss ein 17-jähriger zwei Menschen und verletzte eine dritte Person. Laut dem späteren, teils umstrittenen Gerichtsurteil, das den Angeklagten freisprach, geschah dies aus Notwehr.

## Vorgeschichte
Polizeibeamte in Kenosha wurden von einer Frau angerufen, weil sich Blake in der Nähe ihres Hauses aufhielt. Laut einer Meldung der New York Times hatte diese ihn einige Monate zuvor unter anderem wegen sexueller Nötigung und Hausfriedensbruch angezeigt, was zu einem Haftbefehl gegen Blake geführt hatte. Als Blake im Schritttempo zurück zu seinem Wagen ging, die Fahrzeugtür öffnete und auf die Aufforderungen der Polizisten nicht reagierte, schossen ihm die Polizisten siebenmal in den Rücken. Drei von Blakes Söhnen im Alter von 3, 5 und 8 Jahren saßen während der Tat auf der Rückbank des Wagens. Mehrere Zeugen filmten das Geschehen.

## Ablauf der Proteste

### 1. Tag: 23. August 2020
Der Vorfall wurde von Passanten auf Video aufgenommen und schnell im Internet verbreitet. Hunderte von Personen versammelten sich in den Straßen von Kenosha, vor allem am Ort des Geschehens, wo Polizisten beleidigt wurden und es zu Zusammenstößen kam. Die Randalierer schlugen auch Fenster ein und legten Brände, beispielsweise bei einem Gebrauchtwagenhändler. Dieser gab zu Protokoll, dass 50 Autos verbrannt worden seien, wodurch ein Schaden von 1,5 Millionen Dollar entstanden sei. Die Familie Jacob Blakes distanzierte sich von den Ausschreitungen.

### 2. Tag: 24. August 2020

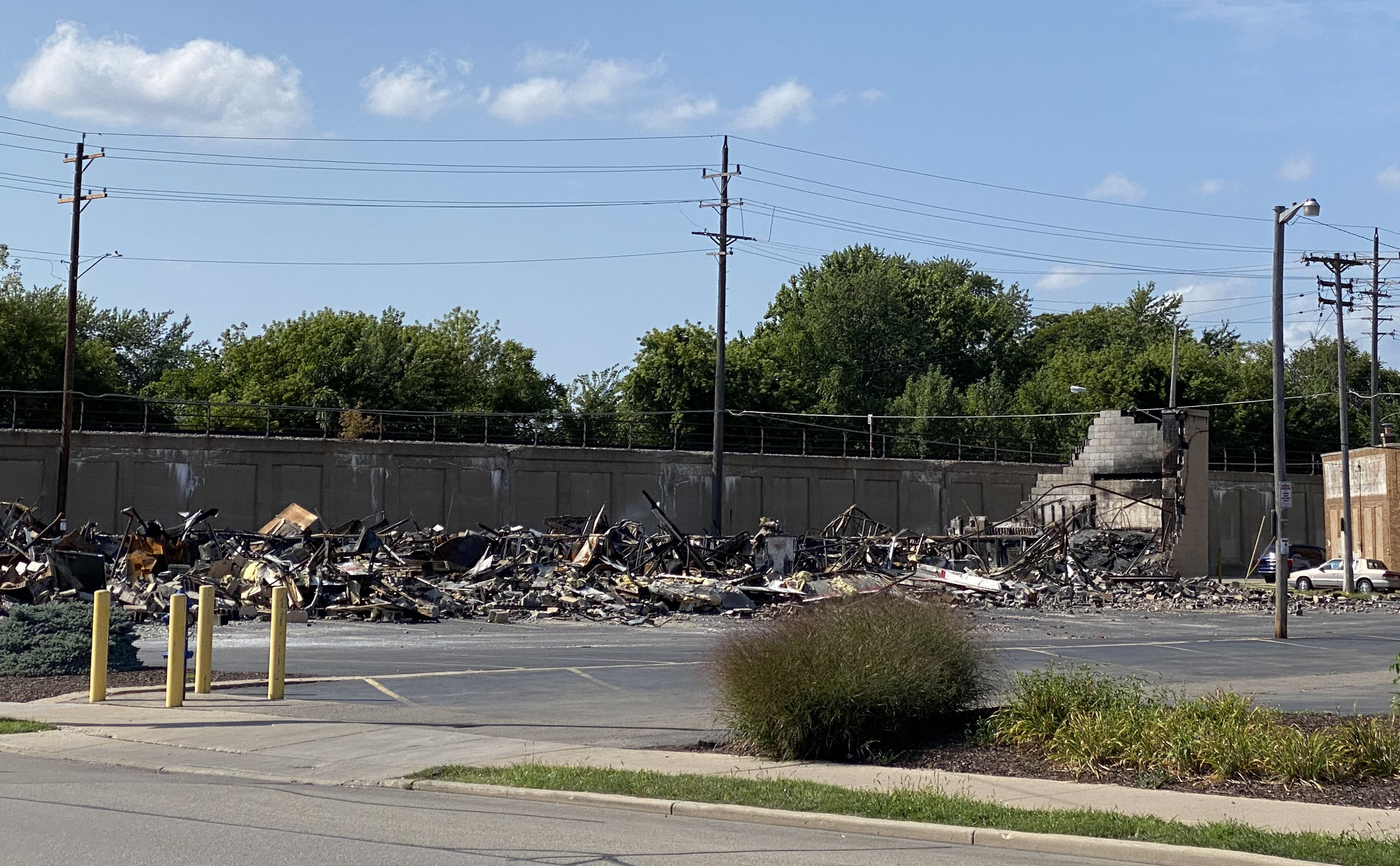
Ruinen des am 24. August 2020 abgebrannten Ortsgefängnisses in Kenosha

Eine vom Kenosha County verordnete Ausgangssperre trat um 20 Uhr in Kraft. In der Stadt wurden mehrere Gebäude in Brand gesteckt, darunter das bundesstaatliche Strafvollzugsgebäude des Wisconsin Corrections Department, das bis auf den Grund niederbrannte.

### 3. Tag: 25. August 2020
Während der Nacht erschoss Kyle Rittenhouse (17) zwei Personen und verletzte eine weitere schwer. Das Gericht beurteilte dies später in seinem  Freispruch als Notwehr. Er und weitere Personen hatten vor einem Fahrzeughändler, wo am Abend zuvor mehrere Autos von Demonstranten in Brand gesteckt worden waren, patrouilliert. Er war mit einer Erstehilfetasche und einem halbautomatischen AR-15-Gewehr von Smith & Wesson M&P15 im Kaliber .223 Rem., ausgestattet. Videoaufnahmen zeigen, wie er später von Joseph R. (36) verfolgt wurde und zu einem anderen Autohaus flüchtete. Nachdem ein Demonstrationsteilnehmer in die Luft geschossen hatte, feuerte Rittenhouse in weniger als einer Sekunde viermal aus nächster Nähe auf diesen Verfolger, wobei er diesen jedes Mal  traf; der 36-Jährige erlag seinen Verletzungen. Gefolgt von mehreren „That’s the shooter!“ („Das ist der Schütze!“) rufenden Zeugen, flüchtete Rittenhouse daraufhin. Anthony H. (26) schlug auf seinen Nacken und Kopf mit einem Skateboard ein und zog an dessen Gewehr. Rittenhouse tötete ihn mit einem Schuss, der ins Herz traf. Gaige G. (27) näherte sich ihm mit einer Pistole in der Hand und wurde in den Arm geschossen, nachdem er begonnen hatte, seine Waffe auf Rittenhouse zu richten. Mehrere Polizeifahrzeuge näherten sich dem Tatort, nahmen den tatverdächtigen Rittenhouse jedoch nicht in Gewahrsam; die Festnahme erfolgte erst wenige Stunden später, als sich Rittenhouse in seinem Heimatort zur Polizeistation begab und sich dort stellte. Der aus dem nahegelegenen Antioch, Illinois, stammende Rittenhouse wurde u. a. wegen Mordes und Körperverletzung angeklagt, von der Jury jedoch am 19. November 2021 in allen verbliebenen Anklagepunkten freigesprochen. Eine weitere Anklage wegen unerlaubten Waffenbesitzes als Minderjähriger war bereits während des Gerichtsverfahrens fallen gelassen worden.
Viele Aktivisten und demokratische Politiker reagierten empört auf dieses Urteil, die afroamerikanische Journalistin Nikole Hannah-Jones bezeichnete es als einen Beweis dafür, wie lebendig der Rassismus in den Vereinigten Staaten weiterhin sei. Das Southern Poverty Law Center schloss sich dieser Kritik an und konstatierte, dass Rechtsextremisten in ihren Medien bereits an einer Heroisierung von Rittenhouse arbeiteten. Laut der Historikerin und anerkannten Expertin zur White-Supremacy-Bewegung in den Vereinigten Staaten Kathleen Belew sei das Urteil auch vom rechten Mainstream als Sieg gefeiert worden. Es könnte von interessierten Kreisen als ein Startsignal verstanden werden, die Proteste gegen das rassistische Strafrechtssystem in den USA mit gewaltsamen Aktionen von Selbstjustiz zu unterdrücken. In dieser Beziehung sei das Urteil im Rittenhouse-Prozess in seiner Auswirkung noch verheerender als die Freisprüche von American Nazi Party und Ku-Klux-Klan nach dem Massaker von Greensboro.

### 4. Tag: 26. August 2020
Präsident Donald Trump kündigte am Nachmittag an, Gouverneur Evers habe Bundeshilfe akzeptiert. In einer Pressemitteilung genehmigte Letzterer den Einsatz von 500 Mitgliedern der Nationalgarde aus Wisconsin, später bewilligte Kenosha County 1500 zusätzliche Nationalgardisten.

### Weiterer Verlauf
Die Proteste wurden auch in den nächsten Tagen fortgesetzt. Am 29. August nahmen etwa 1000 Personen an einem Marsch teil, an der folgenden Kundgebung sprachen sich unter anderem Jacob Blakes Vater und Vizegouverneur Mandela Barnes für Reformen bei der Polizei aus. Bis zum 28. August wurden von bundesstaatlicher Seite fast 1000 Nationalgardisten sowie 200 Polizisten vor Ort stationiert. Die Nationalgardisten wurden unter anderem aus Michigan, Arizona und Alabama nach Kenosha entsandt.

### Besuche führender Politiker
Am 1. September stattete Präsident Trump der Stadt Kenosha einen zweistündigen Besuch ab, um sich über die bei den Protesten angerichteten Schäden ein Bild zu machen und um die strafrechtliche Verfolgung zu loben. Er nahm an einer Diskussion teil, traf sich aber nicht mit Blake oder seiner Familie. In Begleitung von Justizminister William Barr und Chad Wolf, dem kommissarisch amtierenden Chef des Ministeriums für Inlandsicherheit, kündigte er an, dass er die Arbeit der Ordnungskräfte in Wisconsin mit mehr als 42 Millionen Dollar unterstützen werde. Gouverneur Evers hatte Trump zuvor schriftlich gebeten, seinen Besuch zu überdenken, um die Bemühungen zur „Überwindung der Spaltung“ nicht zu behindern, und auch der Bürgermeister von Kenosha hatte ähnliche Vorbehalte geäußert. Trump bestand jedoch darauf, die Reise zu unternehmen.
Am 3. September besuchte Joe Biden im Rahmen seiner Kandidatur für die US-Präsidentschaft Kenosha. Zwar war er von Lokalpolitikern eingeladen worden, der örtliche Vertreter der NAACP sprach sich jedoch gegen einen Besuch Bidens aus.

## Demonstrationen und Ausschreitungen in weiteren Städten
Während der Unruhen in Kenosha kam es zu ähnlichen Protesten und Ausschreitungen in Wisconsins Hauptstadt Madison sowie in Atlanta, Minneapolis, New York City, Philadelphia, Seattle und in den kalifornischen Städten Los Angeles, San Diego und San José. Zum Zeichen des Protestes gegen die Schüsse auf Jacob Blake bestreikten verschiedene Sportverbände, darunter der nationale Basketballverband für Männer und für Frauen, der Baseballverband und der Fußballverband ihre ab 26. August 2020 vorgesehenen Austragungen.

## Folgen und Reaktionen
Unmittelbar nach dem Vorfall veröffentlichte Gouverneur Tony Evers eine Erklärung, in der er sich verpflichtete, „gewählte Amtsträger in unserem Staat, die es viel zu lange versäumt haben, den Rassismus in unserem Staat und Land anzuerkennen“, zum Handeln aufzurufen. Zur Verhaftung von Jacob Blake sagte er: „Wir haben zwar noch nicht alle Einzelheiten, aber wir wissen mit Sicherheit, dass er nicht die erste schwarze Person ist, die in unserem Bundesstaat oder Land von Vollzugsbeamten erschossen, verletzt oder gnadenlos getötet wurde.“ Noch am selben Tag äußerte der demokratische Präsidentschaftskandidat Joe Biden in einer Erklärung, dass das Land „wieder einmal mit Trauer und Empörung erwacht, weil ein weiterer schwarzer Amerikaner Opfer übermäßiger Gewalt geworden ist“.
Am 25. August äußerte der Stabschef des Weißen Hauses Mark Meadows, dass viele demokratische Gouverneure „das Problem“ der Mobgewalt in Großstädten „ignorieren“, sodass die Behörden über genügend Ressourcen verfügen müssten, um die Kriminalität aus eigener Kraft einzudämmen, und dass in demokratischen Wahlkreisen gewisse (namentlich genannte) Staatsanwälte Fälle von Aufruhr nicht gründlich verfolgen, was den Tätern helfe, bereits am nächsten Tag wieder kriminelle Handlungen zu begehen. Am zweiten Abend der nationalen Zusammenkunft der Republikaner wurde im eröffnenden Gebet der Wunsch nach Heilung von Jacob Blake und seiner Familie sowie für all diejenigen, die sich der Gefahr entgegenstellen, ausgesprochen.
Der wegen Doppelmordes angeklagte minderjährige Schütze war im November 2020 gegen eine Bar-Kaution von zwei Millionen Dollar freigekommen. Er wurde im November 2021 freigesprochen, gilt „in der rechten Szene als eine Art Held“ und „setzt sich selbst regelmäßig öffentlichkeitswirksam in Szene.“